# Шуйдур
Шуйду́р (рос. Шуйдур, марій. Шуйдӱр) — присілок у складі Новотор'яльського району Марій Ел, Росія. Входить до складу Чуксолинського сільського поселення.

## Населення
Населення — 24 особи (2010; 31 у 2002).
Національний склад (станом на 2002 рік):
- марійці — 100 %